# Johann Christoph von Dreyhaupt
Johann Christoph von Dreyhaupt (20. dubna 1699 Halle an der Saale – 13. prosince 1768 tamtéž) byl německý právník a historik. Ve svém rodném městě zastával několik vysokých úřadů jako šoltyse a salzgrafa a je autorem dvousvazkového díla Beschreibung des Saalkreises, rozsáhlého a z hlediska regionálních dějin důležitého pojednání o městě Hallu a jeho okolí.

## Dílo
- Pagus Neletizi et Nudzici, oder ausführliche diplomatisch-historische Beschreibung des zum ehemaligen Primat und Ertz-Stifft, nunmehr aber durch den westphälischen Friedens-Schluß secularisirten Herzogthum Magdeburg gehörigen Saal-Kreyses und aller darinnen befindlichen Städte, Schlösser, Aemter, Rittergüter, adelichen Familien, Kirchen, Clöster, Pfarren und Dörffer, insonderheit der Städte Halle, Neumarckt, Glaucha, Wettin, Löbegün, Cönnern und Alsleben; aus Actis publicis und glaubwürdigen … Nachrichten mit Fleiß zusammengetragen, mit vielen ungedruckten Dacumenten bestärcket, mit Kupferstichen und Abrissen gezieret, und mit den nöthigen Registern versehen. Emanuel Schneider, Halle 1749/50.

- Johann Christoph von Dreyhaupt … Pagus Neletici et Nudzici : oder diplomatisch-historische Beschreibung des Saal-Creyses; und aller darin befindlichen Städte, Schlösser, Aemter, Rittergüther, adelichen Familien, Kirchen, Clöster, Pfarren und Dörfer … / In einen Auszug gebracht, verbessert, mit einigen Anmerkungen erläutert und fortgesetzt von Johann Friedrich Stiebritz …. Halle 1772/73.

- Anecdotes de Saltzbourg oder Geheime Nachrichten von dem Ertz-Stifft Saltzburg : dem itzigen Ertzbischoff, dessen Character, Bedienten, Landen und Revenuen besonders von denen wahren Ursachen der Emigration, aus denen Relationen derer zu Abforderung derer Emigranten Güter im Jahr 1734 nach Saltzburg abgeschickten Königl. Preußl. Bedienten zu eigenen Gebrauch verfaßet.